# Ingalls Park
Ingalls Park – jednostka osadnicza w Stanach Zjednoczonych, w stanie Illinois, w hrabstwie Will.